# Prosodarma fibularis
Prosodarma fibularis är en fjärilsart som beskrevs av Edward Meyrick 1921. Prosodarma fibularis ingår i släktet Prosodarma och familjen stävmalar. Inga underarter finns listade i Catalogue of Life.